# Andrea Poli
Andrea Poli, född 29 september 1989 i Vittorio Veneto, är en italiensk fotbollsspelare som spelar för Bologna.

## Klubbkarriär
Andrea Poli började sin karriär i Treviso men skrev sommaren 2007 på för Sampdoria. Samma år debuterade Poli i Serie A i en match mot Cagliari som vanns med 3-0. Under säsongen 2008 blev Poli utlånad till Serie B-klubben Sassuolo men återvände under 2009 till Sampdoria, bara för att på nytt bli utlånad. Denna gången till Inter som under säsongen visade ökat intresse för att köpa loss mittfältaren. Dock kom Sampdoria och Inter aldrig överens vilket ledde till en hemflytt för den då 23-åriga Poli. Den 18 november 2012 gjorde han sitt första mål i Serie A i det 105:e derbyt mot rivalerna Genoa. Till säsongen 2013 såldes Poli till AC Milan.
Den 1 juli 2017 värvades Poli av Bologna.

## Landslagskarriär
Den 11 februari 2009 gjorde Poli sin debut för Italiens U21-landslag i en vänskapsmatch mot Sverige (1-1). I juni samma år blev mittfältaren uttagen i U21-truppen som under Pierluigi Casiraghis ledning skulle komma att ta hem brons i U21 EM 2009 som hölls i Sverige.
Den 15 augusti 2012 debuterade Poli under Cesare Prandelli med Gli Azzurri i en vänskapsmatch mot England (1-2). Den 31 maj 2013 kom det första målet i en 4-0 seger mot San Marino. Samma år blev han uttagen bland de 31 spelare som hade chansen till spel i Confederations Cup 2013 i Brasilien. Hans namn fanns dock inte bland de 22 slutgiltiga.